# Heide (canção)
"Heide" (ハイデ) é o trigésimo quarto single da banda japonesa de rock Mucc, lançado em 15 de junho de 2016 em duas edições. Foi produzido por Ken, guitarrista do L'Arc~en~Ciel. O nome Heide é baseado na flor Erica, comumente chamada de Heath ou Heather em inglês.

## Produção
As capas do single apresentam vespas, que retratam o que o single representa, os dois lados da mesma moeda: vespas e abelhas são consideradas "fofas porém agressivas". O diretor de arte é Ken Sakaguchi, que também trabalhou com bandas como Buck-Tick e Luna Sea. O single foi produzido por Ken do L'Arc-en-Ciel e arranjado pelo guitarrista Yoshito Tanaka.
A canção "Joker" foi inicialmente apresentada na turnê DOUBLE HEADLINE TOUR 2016 "MAD" onde o baixista Aki, do SID também participou. O DVD de edição limitada apresenta essa canção sendo tocada na turnê em vários ângulos; são dois ângulos para cada membro, onde um deles é a filmagem original e o outro é a filmagem remixada por ele mesmo.
Miya afirmou que "KILLEЯ" é uma música que apresenta uma mensagem confusa, criada para ser o oposto de "Heide", que exibe uma mensagem simples. Ele também completou que sua intenção em "KILLEЯ" era reunir todas as músicas que o influenciaram até agora em uma só: "Começa com um riff que parece uma mistura de funk, e então depois de entrar no ska, vira uma batida hardcore melódica, depois se torna um breakdown, e acho que afinal virou rock pesado, como X Japan (risos)"

## Lançamento
Inicialmente previsto para ser lançado em 8 de junho de 2016, foi adiado devido a atrasos na produção e lançado em 15 de junho. Os membros explicaram a razão de seu adiamento em uma transmissão ao vivo no Nico Nico Douga. Foi lançado em duas edições com capas diferentes: a regular com apenas o CD e a limitada, que inclui um DVD bônus. Em 26 de junho, o videoclipe da canção foi lançado no canal oficial da banda no YouTube.
Em janeiro de 2017, Myakuhaku foi relançado em formato de vinil limitado a 2,000 cópias, onde o lado B incluia a canção "Heide".
Também foi incluída no álbum de compilação The Clips II ～track of six nine～ Uma versão remixada por TeddyLoid foi lançada no álbum de três discos BEST OF MUCC II e incluída no disco três intitulado REMIX OF MUCC.
Um evento simples de meet&greet de apertos de mão foi realizado em Tóquio e Osaka para os compradores do single, como pedido de desculpas pelo adiamento de uma semana.

## Recepção
O single alcançou décima quarta posição nas paradas da Oricon Singles Chart e permaneceu por três semanas. Ryosuke Arakane, do portal Rock'in on, afirmou em crítica ao single: "Ao mesmo tempo em que mostra as várias faces do peso, pop e arranjo profundo do MUCC, cada música é finalizada em tom escalado."
Em 2017 a banda Roach fez um cover da canção para o álbum tributo Tribute of Mucc -en-.

## Faixas
Todas as músicas compostas por Miya.
| N.º            | Título                                                 | Letras         | Duração |  |
| 1.             | "Heide" (ハイデ)                                       | Tatsurou       | 3:54    |  |
| 2.             | "KILLEЯ"                                               | Tatsurou       | 5:36    |  |
| 3.             | "JOKER"                                                | Miya           | 3:44    |  |
| 4.             | "Kanashimi to Dance o" (悲しみとDANCEを)               | Miya           | 5:12    |  |
| 5.             | "Heide -Original Karaoke-" (ハイデ -Original Karaoke-) | Tatsurou       | 3:54    |  |
| Duração total: | Duração total:                                         | Duração total: | 22:02   |  |

### Edição limitada
DVD
| JOKER from M.A.D |                                                              |         |  |
| N.º              | Título                                                       | Duração |  |
| 1.               | "Tatsuro JOKER (Tatsuro angle view original mix)"            |         |  |
| 2.               | "Tatsuro JOKER (Tatsuro angle view Semari Kuru Tatsuro mix)" |         |  |
| 3.               | "Miya JOKER (Miya angle view original mix)"                  |         |  |
| 4.               | "Miya JOKER (Miya angle view Semari Kuru Miya mix)"          |         |  |
| 5.               | "YUKKE JOKER (YUKKE angle view original mix)"                |         |  |
| 6.               | "YUKKE JOKER (YUKKE angle view Semari Kuru YUKKE mix)"       |         |  |
| 7.               | "SATOchi JOKER (SATOchi angle view original mix)"            |         |  |
| 8.               | "SATOchi JOKER (SATOchi angle view Semari Kuru SATOCHI mix)" |         |  |

## Ficha técnica
Mucc
- Tatsurō (逹瑯) – vocal
- Miya (ミヤ) – guitarra
- Yukke – baixo
- Satochi (SATOち) – bateria

Produção
- Ken – produção
- Yoshito Tanaka – arranjo

## Desempenho nas paradas
| Parada (2013)                | Posição de pico |
| ---------------------------- | --------------- |
| Japão (Oricon Singles Chart) | #14             |